# Alister Kirby
Alister Graham Kirby, född 14 april 1886 i Brompton, död 29 mars 1917, var en brittisk roddare.
Kirby blev olympisk guldmedaljör i åtta med styrman vid sommarspelen 1912 i Stockholm.